# Ottokar III de Estiria

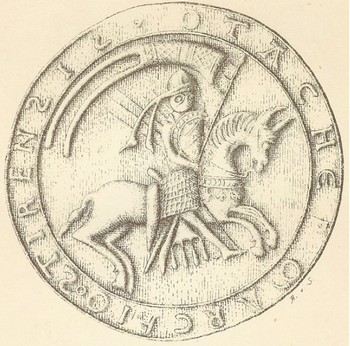
Ottokar III de Estiria

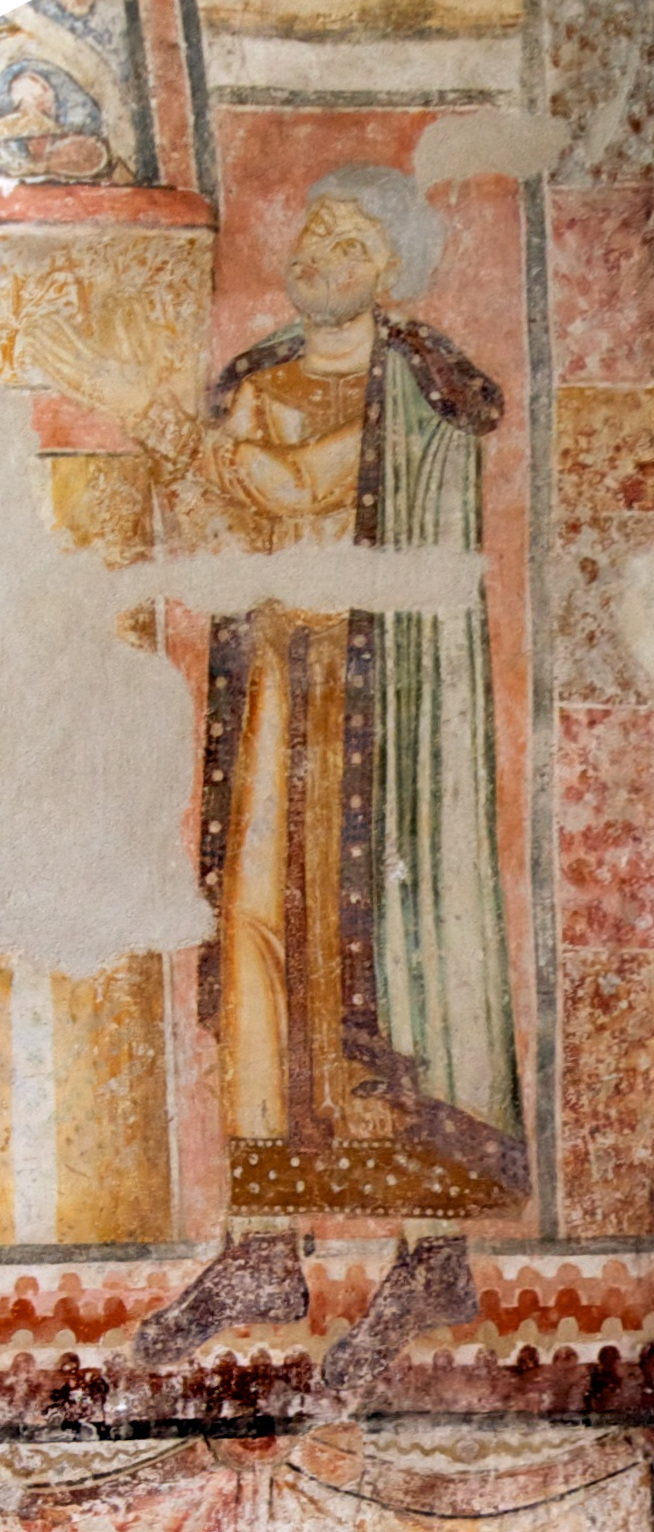
Fresco en la capilla de San Juan, Pürgg, Estiria,.

Ottokar III (1124 - 31 de diciembre de 1164) fue margrave de Estiria entre 1129 hasta 1164.

## Biografía
Hijo de Leopoldo el Fuerte y Sofía de Baviera, fue padre de Otakar IV, el último de la dinastía de los Otakáridas. Estuvo casado con Cunigunda de Chamb-Vohburg.

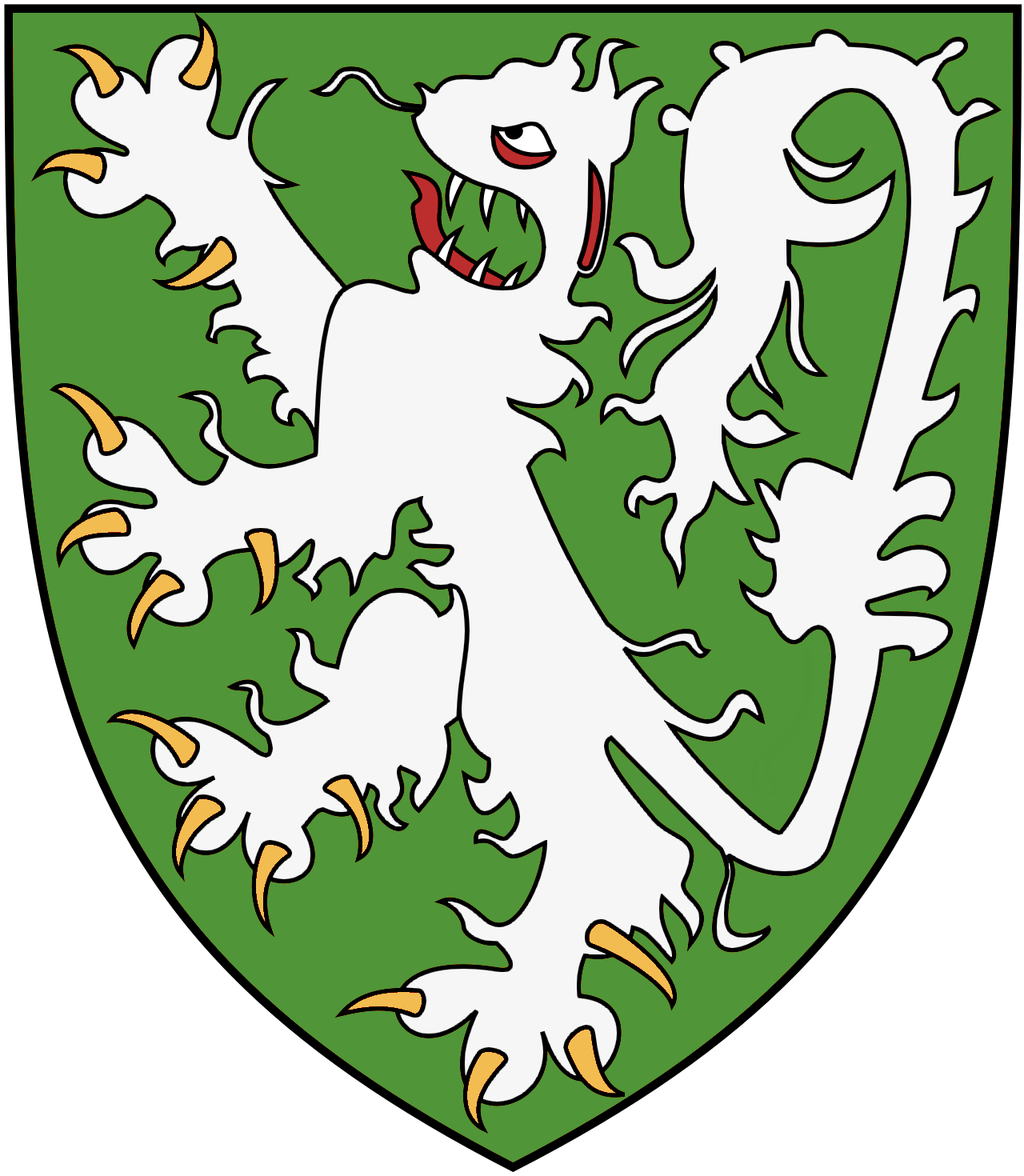
Armas de Ottokar III: Verde una pantera argentina rampante

De la línea de Marburgo de los condes de Sponheim, heredó los terrenos de la Baja Estiria entre los ríos Drave y Save en la actual Eslovenia . De su tío, el último conde de Formbach, heredó en 1158 el condado de Pitten, hoy en la Baja Austria, pero siguió siendo parte de Estiria hasta el siglo XVI. Para mejorar la conexión entre ambos territorios, mejoró las carreteras a través del paso de Semmering y construyó un hospital en Spital am Semmering en 1160, además de completar la colonización de la zona alrededor de los ríos Traisen y Gölsen .
Ottokar ejerció señorío sobre los recursos naturales de su reino, amplió el dominio territorial y acuñó sus propias monedas. También fundó el monasterio agustino de la abadía de Vorau y fundó y apoyó el monasterio Cartujo de Seitz .
A raíz de la Segunda Cruzada, instaló artesanos bizantinos en Estiria.
Fue enterrado en su fundación en Seitz, pero su cuerpo fue trasladado más tarde a la Abadía de Rein en Estiria.